# Pierre qui Tourne (Vay)

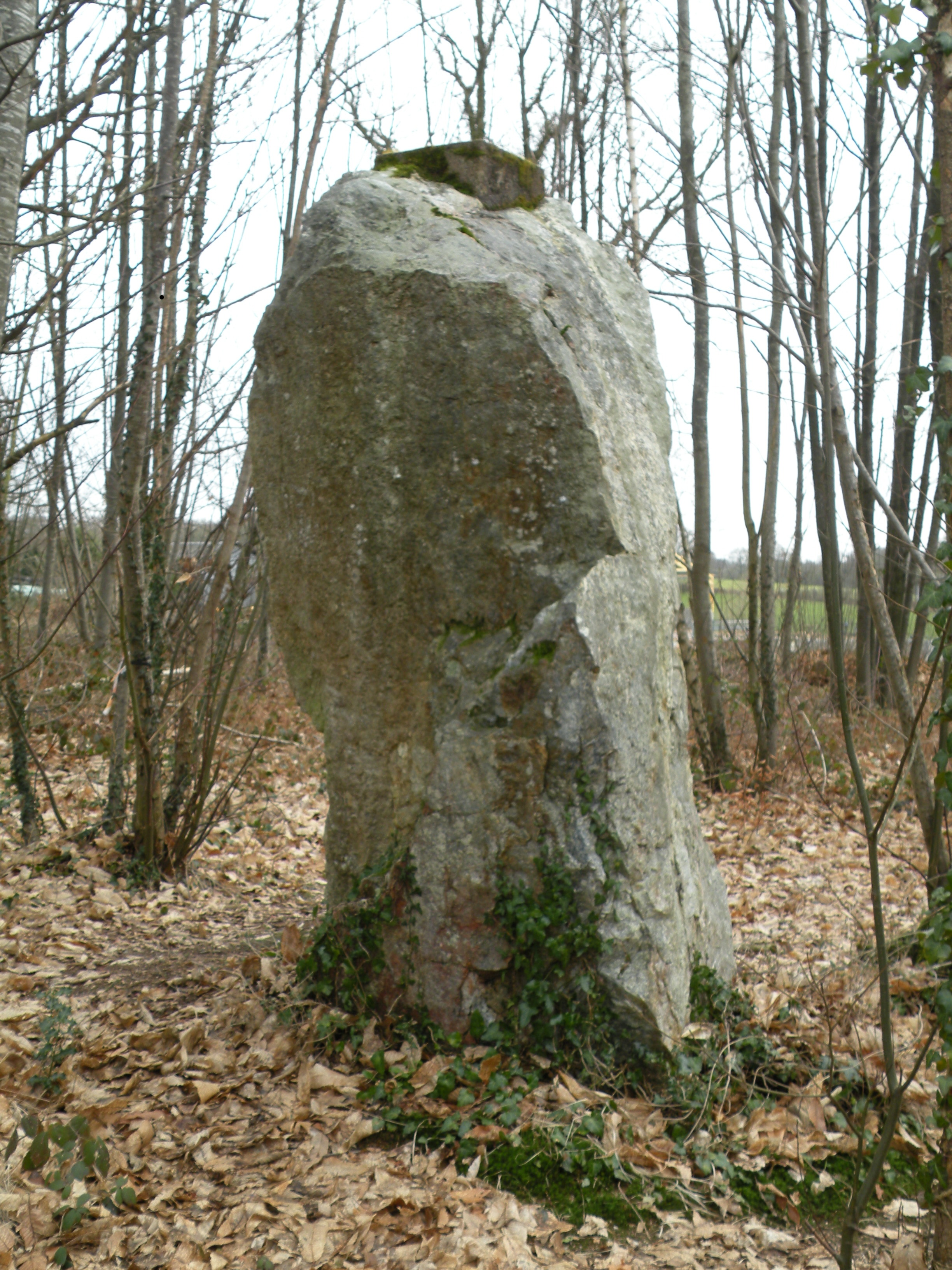
Menhir Pierre qui Tourne

Der Pierre qui Tourne (auch Menhir de la Drouetterie genannt) ist ein Menhir in Vay bei Châteaubriant im Département Loire-Atlantique in Frankreich.
Der Menhir ist ein prismatischer etwa 2,7 Meter hoher, leicht nach Norden geneigter Quarzmonolith. Seine Kuppe wird von einer Zementbasis überragt, die ein Kreuz getragen hat. Andere Blöcke in seiner Nähe sind wahrscheinlich die Reste einer unbestimmten, komplexeren megalithischen Struktur.
Der Menhir wurde 1928 als Monument historique klassifiziert.
Pierre qui Tourne ist ein Name, der in Südbelgien und in Frankreich vielfach für Megalithanlagen und Menhire (Pierre qui Tourne (Baileux), Pierre qui Tourne (Beaurieux), Pierre qui Tourne (Bézancourt), Pierre qui Tourne (Morancez), Pierre qui Tourne (Sautin) und Pierre qui Tourne (Velaine sur Sambre)) vergeben wurde.